# Tweede Kamerverkiezingen 2002/Kandidatenlijst/LPF
De kandidatenlijst voor de Tweede Kamerverkiezingen 2002 van de LPF werd op 21 maart 2002 gepresenteerd op het hoofdkantoor van de partij in Rotterdam. De nummers 2 tot 51 bevatten 2 allochtone kandidaten en 4 medisch specialisten. Nadien volgden enkele wijzigingen totdat de definitieve lijst op 2 april werd ingediend. Aanvankelijk stond Wien van den Brink op de 43e plek, maar dat vond hij niet hoog genoeg en trok zich vervolgens terug. Nadat ir. Carien Stephan haar kandidatuur introk wegens familieomstandigheden, werd Van den Brink alsnog toegevoegd en nam de twintigste plek van Stephan in. De lijst is als volgt:

## De lijst
- vet: verkozen
- schuin: voorkeurdrempel overschreden

1. Pim Fortuyn (overleed voor de verkiezingen) - 1.358.942 stemmen
2. João Varela - 84.924
3. Jim Janssen van Raaij - 34.686
4. Winny de Jong - 41.366
5. Ferry Hoogendijk - 11.704
6. Mat Herben - 37.299
7. André Peperkoorn[1] - 2.251
8. Fred Schonewille - 1.223
9. Vic Bonke - 1.099
10. Fred Dekker - 659+[2]
11. Firouze Zeroual - 1.470+[3]
12. Milos Zvonar - 447
13. Cor Eberhard - 1.070
14. Gerlof Jukema - 1.352
15. Philomena Bijlhout - 1.494
16. Hans Smolders - 2.553
17. Frits Palm - 624
18. Harm Wiersma - 1.759
19. Joost Eerdmans - 701
20. Wien van den Brink - 13.387
21. Olaf Stuger - 218
22. Gerard van As - 652
23. Ton Alblas - 371
24. Jan van Ruiten - 454
25. Theo de Graaf - 156+[4]
26. Harry Smulders - 603+[5]
27. Leon Geurts[1] - 2.363
28. Harry Wijnschenk[1] - 877

## Regionale kandidaten
De plaatsen vanaf 29 en 30 op de lijst waren per kieskring verschillend ingevuld.

### Groningen, Assen
1. Egbert Jan Groenink[1] - 257
2. Jan van Aartsen - 1.388[6]

### Leeuwarden
1. Johan Wiersma - 185
2. Jan van Aartsen - 111[6]

### Zwolle
1. Maurits Campert - 15[7]
2. Irena Pantelić - 96[8]

### Lelystad
1. Tjerk Sleeswijk Visser - 11
2. Irena Pantelić - 42[8]

### Nijmegen
1. Ade Jansen - 304
2. André Frijters - 50[9]

### Arnhem
1. André Frijters - 502[9]
2. Irena Pantelić - 123[8]

### Utrecht
1. Hein Spijker - 64
2. Marianne Kromme - 192

### Amsterdam
1. Gerben Uunk - 728[10]
2. Irena Pantelić - 123[8]

### Haarlem
1. Frits Tieleman - 307
2. Irena Pantelić - 112[8]

### Den Helder
1. Frans Lutz - 15
2. Maurits Campert - 116[7]

### 's-Gravenhage
1. D.A.S. Schrok - 72
2. Maurits Campert - 163[7]

### Rotterdam
1. Willem van der Velden[11] - 63
2. Irena Pantelić - 102[8]

### Dordrecht
1. Jos Schefferlie - 222
2. Irena Pantelić - 165[8]

### Leiden
1. Jan van Aartsen - 39[6]
2. Dennis Salman - 816

### Middelburg
1. Adri van Duijvenbode - 221
2. Irena Pantelić - 46[8]

### Tilburg
1. Lindy Kom - 42
2. Gerben Uunk - 92[10]

### 's-Hertogenbosch
1. Ed Hendrich - 759
2. C.H.J. van Leeuwen - 153

### Maastricht
1. Pierre Seeverens - 1.453
2. Irena Pantelić - 108[8]

PvdA · VVD · CDA · D66 · GroenLinks · SP · SGP · VSP · NMP · PvdT · VIP & Ouderenunie · ChristenUnie · Duurzaam Nederland · Leefbaar Nederland · LPF · Republikeinse Volkspartij
2002 · 2003 · 2006